# Kasteel van Kerguéhennec

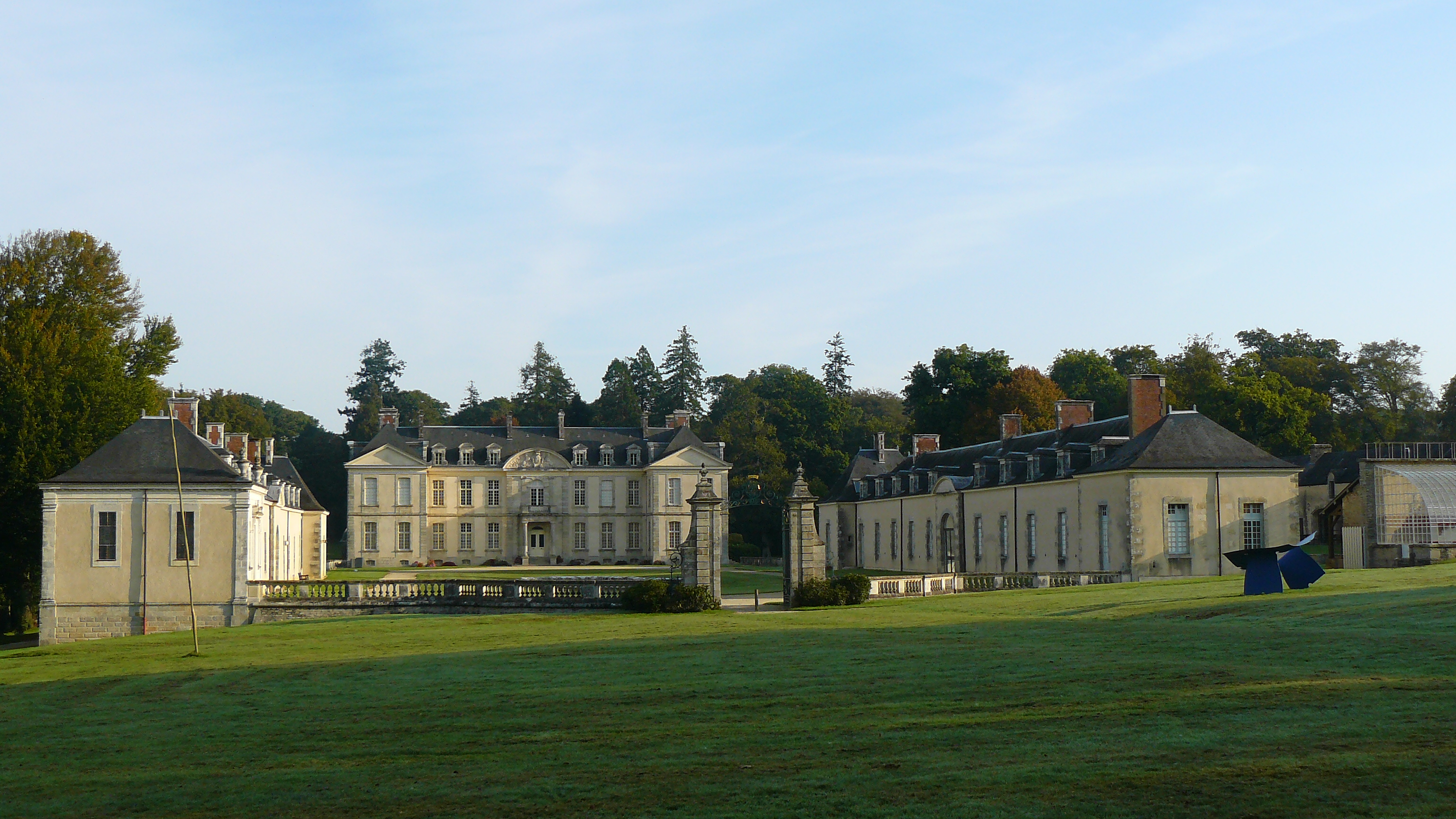
Kasteel van Kerguéhennec

Het Kasteel van Kerguéhennec (Frans: Château de Kerguéhennec) is een kasteel uit de achttiende eeuw, bijgenaamd het Bretonse Versailles. Het ligt in de gemeente Bignan, Franse departement Morbihan. Er is een centrum voor hedendaagse kunst gevestigd, en het park van het kasteel is een beeldenpark voor moderne en hedendaagse beeldhouwkunst.

## Geschiedenis
Het kasteel werd in 1710 gebouwd onder leiding van architect Olivier Delourme in opdracht van de gebroeders Hogguer, rijke Zwitserse financiers die fortuin gemaakt hadden in de Franse Oost-Indische Compagnie. In 1732 kwam het in handen van de familie de Rohan. Na de Franse Revolutie ging het over in handen van graaf Paul-Henri de Lanjuinais. Hij liet het kasteel restaureren door de Parijse architect Ernest Trilhe en ook het park en de tuin aanleggen door de landschapsarchitect Denis Bühler, deels als Engelse tuin, deels als arboretum.

## Kunstcentrum
Het geheel is nu eigendom van het departement Morbihan. In 1986 werd de eerste openluchttentoonstelling gehouden met hedendaagse kunst in het beeldenpark, met een dertigtal beelden van onder anderen Richard Long, Giuseppe Penone, Toni Grand en Dan Graham. Opvallende presentaties waren de duizend bloempotten in de oude serre, door Jean-Pierre Raynaud en het "koken" van het vijverwater door Malachi Farrell.
In 1988 vond een centrum voor hedendaagse kunst een vast onderkomen in de bijgebouwen van het kasteel. Van hieruit wordt een jaarlijkse tentoonstelling georganiseerd. Na elke tentoonstelling worden enkele werken toegevoegd aan de vaste collectie of blijven permanent in het beeldenpark.
Het kasteel wordt ook gebruikt voor andere evenementen zoals concerten, openluchttheater, zomercursussen e.d. en ontvangt jaarlijks zo'n 30.000 bezoekers (2008).

## De collectie (selectie)
- Richard Artschwager, Step to Entropy, (2003)
- Richard Long, Un cercle en Bretagne, (1986)
- Markus Raetz, Mimi, (1985-1986)
- Ulrich Rückriem, Bild Stock, (1985)
- François Bouillon, Cène d’extérieur, (1986-1987)
- Ian Hamilton Finlay, Noms de plaques, noms d’arbres, (1986)
- Carel Visser, L’Oiseau Phénix, (1989)
- Marta Pan, Parcours flottant n° 1 et 2, (1986)
- François Morellet, Le Naufrage de Malévitch, (1990)
- Élisabeth Ballet, Trait pour trait, (1993)
- Étienne Hajdu, Sept Colonnes à Mallarmé, (1967-1971)
- Giuseppe Penone, Sentier de Charme, (1986)
- Tony Cragg, Gastéropodes, (1988)
- Keith Sonnier, Porte-vue,(1987)
- Toni Grand, Sans-titre, (1988)
- Malachi Farrell, Bubbles (air-survival), (1993)
- Harald Klingelhöller, Mit Buchstaben der Worte : Unrecht schreit [avec les lettres d'Injustice crie], (1995-2003)
- Maria Nordman, Fragment d'une cité nouvelle, (1987-1989)
- Jean-Pierre Raynaud, 1000 pots bétonnés pour une serre ancienne, (1986)
- Marina Abramovic, Cristal cinéma, (1992)